# Lac Aglaé
Pour les articles homonymes, voir Aglaé.
Le lac Aglaé est un lac français de l'île principale de l'archipel des Kerguelen, dans les Terres australes et antarctiques françaises.